# Чемпионат мира по лыжным видам спорта 1991
Чемпионат мира по лыжным видам спорта 1991 года (англ. FIS Nordic World Ski Championships 1991) проходил с 7 февраля по 21 февраля в Валь-ди-Фьемме (Италия). Это был второй в истории чемпионат мира в Италии, первый прошёл 64 года назад в Кортине-д’Ампеццо. Чемпионат 1991 года включал соревнования по лыжным гонкам, прыжкам на лыжах с трамплина и двоеборью. Это был последний чемпионат мира, в котором принимали участие советские спортсмены.

## Герои чемпионата

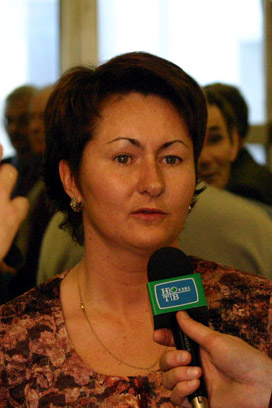
Елена Вяльбе (фото 2004 года) к двум золотым медалям чемпионата мира 1989 года добавила ещё три в Валь-ди-Фьемме

Наибольшего успеха добилась 22-летняя советская лыжница Елена Вяльбе — на её счету 3 золотых и 1 серебряная медаль. Шведский лыжник Гунде Сван на своём последнем чемпионате мира также выиграл 4 награды — 1 золото и 3 серебра.
Знаменитая 38-летняя советская лыжница Раиса Сметанина завоевала свою последнюю награду на чемпионатах мира, выиграв золото в составе советской эстафетной четвёрки.
40-летний итальянец Маурилио Де Зольт, ставший третьим на дистанции 50 км, выиграл свою шестую награду на чемпионатах мира и третью на дистанции 50 км после золота в 1985 году и серебра в 1987 году. Через 3 года на Олимпиаде в Лиллехаммере 43-летний Де Зольт впервые в карьере станет олимпийским чемпионом — в эстафете 4х10 км.
В мужской эстафете ожидалось упорное соперничество между сборными Норвегии и Швеции, но в итоге норвежцы выиграли у сильной команды Швеции почти две минуты.
28-летняя итальянка Мануэла Ди Чента, которая завоюет за карьеру 7 олимпийских медалей и 7 медалей чемпионатов мира, выиграла свои первые награды на высшем уровне — 1 серебро и 2 бронзы.
В целом же, успешнее других выступили норвежцы — 5 золотых, 3 серебряных и 2 бронзовые медали. У СССР — 4 золота, 2 серебра и 2 бронзы. Хозяева чемпионата итальянцы остались без золотых наград — 1 серебро и 4 бронзы.

## Лыжные гонки
Включали 10 дисциплин (5 для женщин и 5 для мужчин).
Для мужчин:
- 30 и 10 км классическим стилем.
- 15 и 50 км свободным стилем.
- Эстафета 4х10км

Для женщин:
- 15 и 5 км классическим стилем.
- 10 и 30 км свободным стилем.
- Эстафета 4х5км

### Мужчины
| Дисциплина                                  | Дата       | Золото                                                                | Серебро                                                               | Бронза                                                                     |
| 30 км классический стиль                    | 7 февраля  | Гунде Сван Швеция                                                     | Владимир Смирнов СССР                                                 | Вегард Ульванг Норвегия                                                    |
| 15 км свободный стиль                       | 9 февраля  | Бьёрн Дели Норвегия                                                   | Гунде Сван Швеция                                                     | Владимир Смирнов СССР                                                      |
| 10 км классический стиль                    | 11 февраля | Терье Лангли Норвегия                                                 | Кристер Майбек Швеция                                                 | Торгни Могрен Швеция                                                       |
| 50 км свободный стиль                       | 17 февраля | Торгни Могрен Швеция                                                  | Гунде Сван Швеция                                                     | Маурилио Де Зольт Италия                                                   |
| Эстафета 4х10 км (классический + свободный) | 15 февраля | Норвегия · Эйвинд Сконес · Терье Лангли · Вегард Ульванг · Бьёрн Дели | Швеция · Томас Эрикссон · Кристер Майбек · Гунде Сван · Торгни Могрен | Финляндия · Мика Куусисто · Харри Кирвесниеми · Яри Исомется · Яри Рясянен |

### Женщины
| Дисциплина                                 | Дата       | Золото                                                                   | Серебро                                                                            | Бронза                                                                               |
| 15 км классический стиль                   | 8 февраля  | Елена Вяльбе СССР                                                        | Труде Дюбендаль Норвегия                                                           | Стефания Бельмондо Италия                                                            |
| 10 км свободный стиль                      | 10 февраля | Елена Вяльбе СССР                                                        | Мари-Хелен Вестин Швеция                                                           | Тамара Тихонова СССР                                                                 |
| 5 км классический стиль                    | 12 февраля | Труде Дюбендаль Норвегия                                                 | Марья-Лийса Кирвесниеми Финляндия                                                  | Мануэла Ди Чента Италия                                                              |
| 30 км свободный стиль                      | 16 февраля | Любовь Егорова СССР                                                      | Елена Вяльбе СССР                                                                  | Мануэла Ди Чента Италия                                                              |
| Эстафета 4х5 км (классический + свободный) | 15 февраля | СССР · Любовь Егорова · Раиса Сметанина · Тамара Тихонова · Елена Вяльбе | Италия · Биче Ванцетта · Мануэла Ди Чента · Габриэлла Паруцци · Стефания Бельмондо | Норвегия · Сольвейг Педерсен · Ингер Хелен Нюбротен · Элин Нильсен · Труде Дюбендаль |

## Прыжки с трамплина
Было разыграно 3 комплекта наград — личные первенства на 90-метровом (К90) и 120-метровом (К120) трамплине и командное первенство на 120-метровом трамплине (К120).
20-летний австриец Хайнц Куттин стал двукратным чемпионом мира. Немец Йенс Вайссфлог, выиграв 2 бронзы, довёл число своих наград на чемпионатах мира до 8.
| Дисциплина                         | Дата       | Золото                                                                      | Серебро                                                                        | Бронза                                                                   |
| Трамплин К120 Командное первенство | 8 февраля  | Австрия · Хайнц Куттин · Эрнст Феттори · Штефан Хорнгахер · Андреас Фельдер | Финляндия · Ари-Пекка Никкола · Раймо Юлипулли · Веса Хакала · Ристо Лаакконен | Германия · Хайко Хунгер · Андре Кизеветтер · Дитер Тома · Йенс Вайссфлог |
| Трамплин К120 Личное первенство    | 10 февраля | Франци Петек Югославия                                                      | Руне Олийник Норвегия                                                          | Йенс Вайссфлог Германия                                                  |
| Трамплин К90 Личное первенство     | 16 февраля | Хайнц Куттин Австрия                                                        | Кент Йоханссен Норвегия                                                        | Ари-Пекка Никкола Финляндия                                              |

## Лыжное двоеборье
| Дисциплина                                    | Дата       | Золото                                                  | Серебро                                               | Бронза                                                |
| 15 км личное первенство по системе Гундерсена | 9 февраля  | Фред Бёрре Лундберг Норвегия                            | Клаус Зульценбахер Австрия                            | Клаус Офнер Австрия                                   |
| 3×10 км командное первенство                  | 13 февраля | Австрия · Гюнтер Цар · Клаус Зульценбахер · Клаус Офнер | Франция · Франсис Репеллен · Ксавье Жирар · Фабрис Ги | Япония · Рэйити Миката · Масаси Абэ · Кадзуоки Кодама |